# پیروزی (فیلم ۱۹۹۱)
پیروزی یا فاتح (به هندی: Fateh) فیلمی محصول سال ۱۹۹۱ و به کارگردانی تالت جانی است. در این فیلم بازیگرانی همچون سانجی دات، سونام، شبانه اعظمی، محسن حسن خان، سورش اوبروی، پارش راوال، باب کریستو ایفای نقش کرده‌اند.